# Роман Велики
Роман Велики (1150 - Завихост, 19. јун 1205) је био велики кнез Кијева из династије Рјуриковича. Био је син Мстислава II од Кијева и Агнес од Пољске.
Роман Мстиславич (руски и украјински: Роман Мстиславич  4. април 1152 — 19. јун 1205), познат и као Роман Велики, био је руски кнез и члан породице Изјаславича из Волиније. Основао је династију Романовича, која ће владати Волинијом и Галичем до 1340. године.
Био је кнез Новгорода (1168–1170), Волиније (1170–1189, 1189–1205) и Галича (Галиција; 1189, 1198/99–1205). Заузевши Галички престо, постао је господар целе Западне Русије. Почетком 13. века византијски хроничари су му приписали царску титулу „аутократора“ (αυτοκρατωρ), али нема доказа да је он ту титулу званично користио.
Водио је два успешна похода против Кумана, из којих се вратио са много спасених заробљеника. Ефекат Романове победе био је, међутим, поткопан новим поделама међу руским кнезовима.
Роман је погинуо у бици са Пољацима у бици код Завихоста.

## Младост
Био је најстарији син Мстислава Изјаславича, тадашњег волинског кнеза, и Агнезе, ћерке великог војводе Болеслава III од Пољске.
Велики кнез Мстислав II, који је претходно заузео Кијев, послао је Романа у Новгород 14. априла 1168, пошто су Новгородци протерали свог кнеза, Свјатослава IV Ростиславича. Међутим, Свјатославова браћа, кнезови Смоленска, и Владимирски кнез Андреј Јурјевич, који су подржавали Свјатославову власт у Новгороду, провели су остатак године у заверама и склапању савеза против великог кнеза Мстислава II. Након што је велики кнез Мстислав II умро у августу 1170, Новгородци су протерали кнеза Романа и позвали Андреја за кнеза. Андреј је послао Рјурика Ростиславича да влада Новгородом.

## Кнез Волиније
Када му је отац умро, Роману је завештана Кнежевина Волинија. Покорио је Јотвинге и упрегнуо заробљенике да вуку плугове на његовим имањима уместо волова.
Оженио се Предславом Рјуриковном, ћерком Рјурика Ростиславича, која га је пратила у Новгороду. Њихова најстарија ћерка, Федора Романовна, била је удата за Василка Владимировича, унука кнеза Јарослава Владимировича Осмомисла од Галича, али ју је Василко касније отерао
.После смрти Јарослава Осмомисла 1. октобра 1187. године, у Галичкој кнежевини почињу невоље, због свађе између његова два сина, Олега и Владимира. Роман је подстицао Галичане да отерају Владимира и да њега прогласе за кнеза, али они нису успели ни да протерају ни убију Владимира. Међутим, када су Галичани запретили да ће му убити жену, Владимир ју је узео и побегао код угарског краља Беле III (1172–1196). Према једној касној хроници, Олега је поставио велики војвода Казимир II од Пољске (1177–1194) да влада Галичком кнежевином, али су га Галичани отровали и позвали Романа да им буде кнез. Када је прихватио њихову понуду, Роман је предао своју баштину Волинију свом брату Всеволоду Мстиславичу.
Али краљ Бела III је кренуо против кнеза Романа, намеравајући да врати на власт кнеза Владимира, и Мађари су заузели кнежевину. Уместо да кнезу Владимиру врати Галич, краљ Бела III је за владара прогласио свог сина Андрију. Роман је био принуђен да побегне у Волинију, али је кнез Всеволод одбио да му отвори капије града. Отишао је због тога код у Пољску да тражи помоћ, али када су га и они одбили. Најзад је кнез Роман одјахао до свог таста, кнеза Рјурика Ростиславича, у Белгород и затражио од њега војну помоћ. Без обзира на то, мађарске трупе су одбиле његов напад. Кнез Рјурик је помогао кнезу Роману да протера свог брата кнеза Всеволода из Волиније и поврати своју баштину.
У међувремену, кнез Владимир је успео да побегне из своје тамнице у Угарској, а велики војвода Казимир II је 1190. године послао пољске трупе у Галичку кнежевину да подрже кнеза Владимира и врате му власт у кнежевини. При приближавању војске, бојари су устали против Мађара и протерали непопуларног кнеза Андрију. Кнез Владимир је замолио свог стрица Владимирског великог кнеза Всеволода III Јурјевича да помогне. Кнез Всеволод Јурјевич је захтевао да се сви руски кнезови, међу њима и кнез Роман, обавежу да неће оспоравати власт кнеза Владимира у Галичу, и они су пристали.
Дана 17. маја 1195. године, Романов таст, велики кнез Рјурик, доделио је кнежевима из Мономахове династије области у кијевским земљама, а Роман је добио Торческ, Трипоље, Корсун, Бохуслав и Канив. Велики кнез Всеволод III Јурјевич је, међутим, запретио ратом када је сазнао за издвајања. Стога је кнез Роман пристао да се одрекне градова у замену за упоредиве домене или одговарајућу исплату у кунима. Кнез Рјурик је пет градова дао великом кнезу Всеволоду Јурјевичу, који је заузврат предао Торческ свом зету кнезу Ростиславу, брату Романове жене кнегиње Предславе. Сазнавши да је његов шурак примио Торческ, кнез Роман је оптужио свог таста да је од самог почетка покушао да град поклони свом сину. Кнез Рјурик је упозорио кнеза Романа да не могу приуштити да отуђе великог кнеза Всеволода III Јурјевича јер су га сви кнежеви из Мономахове династије признали као свог врховног кнеза.
Кнез Роман је одбио да се смири и сковао је заверу против свог таста, окренувши се черниговском кнезу Јарославу II Всеволодовичу, који је пристао да му се придружи. Када је кнез Рјурик сазнао да је кнез Роман наговорио кнеза Јарослава II да заузме Кијев, обавестио је великог кнеза Всеволода III Јурјевича. Плашећи се одмазде, кнез Роман је отишао код Пољака, где је у борби рањен, па је био принуђен да замоли кнеза Рјурика Ростиславича за помиловање. Митрополит Нићифор је измирио два кнеза, а кнез Рјурик је дао кнезу Роману град Полоњи (југозападно од Камјанца) и област на реци Роси.
У јесен 1196. године, кнез Роман је наредио својим трупама да користе Полоњи као своју базу за препад на домене брата његовог таста, кнеза Давида Ростиславича од Смоленска, и сина, кнеза Ростислава Рјуриковича од Торческа. Кнез Рјурик је узвратио слањем свог нећака, кнеза Мстислава Мстиславича од Трипоља, кнезу Владимиру Јарославичу Галичком, дајући му упутства да се придружи кнезу Мстиславу Мстиславичу у нападу на римске земље. Сходно томе, кнез Владимир и кнез Мстислав су сравнили Романову област око Перемиља, док су кнез Ростислав и његове снаге напале Романов округ код Камјанца. Отприлике у то време кнез Роман је покренуо развод од своје жене кнегиње Предславе, Рјурикове ћерке, и почео да прети да ће је затворити у манастир.

## Кнез Галича и Волиније
Године 1198. (или 1199.) кнез Владимир је умро, стварајући политички вакум који су многи претенденти на престо желели да искористе. Кнез Рјурик је сада могао да тврди да је, након што је Галичка династија изумрла, територија кнежевине враћена под јурисдикцију кијевског великог кнеза; кнежеви обе гране Олеговича (кнежеви Чернигова) могли су да тврде да су им брачне везе са угашеном династијом дале право да владају Галичем; а Мађари су већ десет година раније истакли своје претензије над кнежевином. Галичани су тражили од великог кнеза  Рјурика његовог синакнеза  Ростислава да им буде владар, али је кнез Роман отишао код пољског великог војводе Лешку I (1194–1227), обећавајући да ће му бити веран вазал ако му пољски владар помогне да освоји Галич. Када су грађани одбили да дочекају кнеза Романа, велики војвода Лешко I је освојио кнежевину, а након што је заузео приморао је њене становнике да прихвате кнеза Романа за владара. Кнез Роман је обећао да ће бити потчињен пољском великом војводи и да ће живети у миру са својим новим поданицима.
Кнез Роман је скренуо пажњу на Кумане, који су угрожавали византијске интересе на Балканском полуострву, и пристао да притекне у помоћ цару Алексију III Анђелу (1195–1203). Ово је задало тежак ударац номадима. Кнез Роман се 1200. године оженио византијском принцезом Аном-Ефрозином, ћерком цара Исака II Анђела. Ова веза са Византијом је помогла стабилизацији односа Галиције са руским становништвом Доњег Дњестра и Доњег Подунавља.
Убрзо након тога, кнез Роман је почео да пустоши поседе који су припадали великом кнезу Рјурику Ростиславичу и другим кнежевима. Године 1201. велики кнез Рјурик је позвао Олеговиче у поход против кнеза Романа. Кнез Роман је предухитрио њихов напад окупивши војску своје кнежевине; Мономаховичи и Црне капе су му се такође придружили. Кијевљани отворише капије кнезу Роману. Натерао је великог кнеза Рјурика и Олеговиче на капитулацију; дао је Кијев, уз сагласност великог кнеза Всеволода III Јурјевича, Луцком кнезу Ингвару Јарославичу.
Међутим, велики кнез Рјурик и Олговичи су поново заузели Кијев 2. јануара 1203. године. Кнез Роман је тражио од великог кнеза Всеволода III да посредује у миру са Олговичима, а пошто је то учинио, 16. фебруара 1203. кренуо је против великог кнеза Рјурика у Овручу. Велики кнез Рјурик се потчинио кнезу Роману и великом кнезу Всеволоду III и обећао да ће прекинути везе са Олговичима и Куманима. Кнез Роман му је такође саветовао да затражи од великог кнеза Всеволода III да га врати на престо у Кијев и обећао да ће подржати његов захтев. Због тога је велики кнез Всеволод III опростио великом кнезу Рјурику и поново му предао влас над градом.
Те зиме велики кнез Рјурик, кнез Роман и други кнежеви напали су Кумане и заробили много људи. Касније су се састали у Трипољу да поделе поседе у складу са заслугама које је сваки кнез остварио у одбрани Русије. Али они су се том приликом посвађали, и кнез Роман зароби великог кнеза Рјурика, посла га у Кијев и примора га да се замонаши. Такође је натерао Рјурикову жену велику кнегињу Ану и ћерку кнегињу Предславу — своју сопствену жену коју је одбацио — у оду у манастир; а Рјурикове синове кнеза Ростислава и кнеза Владимира Рјуриковича повео је са собом у Галич.
У међувремену, односи између кнеза Романа и пољског великог војводе Лешка I погоршали су се из верских и личних разлога. Велики војвода Лешко I је био побожни римокатолик и вероватно је на његов предлог папа Иноћентије III послао своје изасланике кнезу Роману 1204. године, позивајући га да прихвати римокатолицизам и обећавајући да ће га ставити под заштиту мача Светог Петра. Романов одговор, како је забележено у Радзивиловој хроници, био је довољно карактеристичан: показујући на свој мач, упитао је изасланике: „Да ли је папин мач сличан мом? Све док ја носим свој, не треба ми други.”
Велики војвода Лешко I и његов брат војвода Конрад I од Мазовије су предузели изненадни поход на кнеза Романа, који је ухваћен несвестан и убијен у бици код Завихоста.
Према другој верзији приче, кнез Роман је желео да прошири своје царство на рачун Пољске и погинуо је у заседи приликом уласка на пољску територију.

## Брак и породица
1. Предслава Рјуриковна, ћерка кијевског великог кнеза Рјурика Ростиславича и његове жене, велике кнегиње Ане Јурјевне Туровске

- Федора Романовна (?–после 1200), жена Василка Владимировича Галичког;
- Елена Романовна[7] (или Марија Романовна) (?–после 1241), жена черњиговског кнеза Михаила Всеволодовича
- (?) Саломеја Романовна (?–пре 1220), жена војводе Свјатополка I од Померелена, постоје спорења око идентитета њене мајке.[13] 2

2. 2. (1197/1200): Ана-Еуфрозина, ћерка цара Исака II Анђела.
- Галички краљ Данило Романович (1201/1202–1264);
- Галички краљ Василко Романович (1203/1204–1269).

## Породично стабло
|  |                                 |  |  |  |  |  |  |  |  |  |  |  |  |  |  |  |
|  | 16. Владимир Мономах            |  |  |  |  |  |  |  |  |  |  |  |  |  |  |  |
|  |                                 |  |  |  |  |  |  |  |  |  |  |  |  |  |  |  |
|  |                                 |  |  |  |  |  |  |  |  |  |  |  |  |  |  |  |
|  | 8. Мистислав I Велики           |  |  |  |  |  |  |  |  |  |  |  |  |  |  |  |
|  |                                 |  |  |  |  |  |  |  |  |  |  |  |  |  |  |  |
|  |                                 |  |  |  |  |  |  |  |  |  |  |  |  |  |  |  |
|  | 17. Гита од Весекса             |  |  |  |  |  |  |  |  |  |  |  |  |  |  |  |
|  |                                 |  |  |  |  |  |  |  |  |  |  |  |  |  |  |  |
|  |                                 |  |  |  |  |  |  |  |  |  |  |  |  |  |  |  |
|  | 4. Изјаслав II Кијевски         |  |  |  |  |  |  |  |  |  |  |  |  |  |  |  |
|  |                                 |  |  |  |  |  |  |  |  |  |  |  |  |  |  |  |
|  |                                 |  |  |  |  |  |  |  |  |  |  |  |  |  |  |  |
|  | 18. Инге Старији                |  |  |  |  |  |  |  |  |  |  |  |  |  |  |  |
|  |                                 |  |  |  |  |  |  |  |  |  |  |  |  |  |  |  |
|  |                                 |  |  |  |  |  |  |  |  |  |  |  |  |  |  |  |
|  | 9. Кристина Ингесдотер Шведска  |  |  |  |  |  |  |  |  |  |  |  |  |  |  |  |
|  |                                 |  |  |  |  |  |  |  |  |  |  |  |  |  |  |  |
|  |                                 |  |  |  |  |  |  |  |  |  |  |  |  |  |  |  |
|  | 19. Јелена, краљица Шведске     |  |  |  |  |  |  |  |  |  |  |  |  |  |  |  |
|  |                                 |  |  |  |  |  |  |  |  |  |  |  |  |  |  |  |
|  |                                 |  |  |  |  |  |  |  |  |  |  |  |  |  |  |  |
|  | 2. Мстислав II од Кијева        |  |  |  |  |  |  |  |  |  |  |  |  |  |  |  |
|  |                                 |  |  |  |  |  |  |  |  |  |  |  |  |  |  |  |
|  |                                 |  |  |  |  |  |  |  |  |  |  |  |  |  |  |  |
|  | 1. Роман Велики                 |  |  |  |  |  |  |  |  |  |  |  |  |  |  |  |
|  |                                 |  |  |  |  |  |  |  |  |  |  |  |  |  |  |  |
|  |                                 |  |  |  |  |  |  |  |  |  |  |  |  |  |  |  |
|  | 24. Казимир I Пјаст             |  |  |  |  |  |  |  |  |  |  |  |  |  |  |  |
|  |                                 |  |  |  |  |  |  |  |  |  |  |  |  |  |  |  |
|  |                                 |  |  |  |  |  |  |  |  |  |  |  |  |  |  |  |
|  | 12. Владислав I Херман          |  |  |  |  |  |  |  |  |  |  |  |  |  |  |  |
|  |                                 |  |  |  |  |  |  |  |  |  |  |  |  |  |  |  |
|  |                                 |  |  |  |  |  |  |  |  |  |  |  |  |  |  |  |
|  | 25. Марија Доброњега            |  |  |  |  |  |  |  |  |  |  |  |  |  |  |  |
|  |                                 |  |  |  |  |  |  |  |  |  |  |  |  |  |  |  |
|  |                                 |  |  |  |  |  |  |  |  |  |  |  |  |  |  |  |
|  | 6. Болеслав III Пјаст           |  |  |  |  |  |  |  |  |  |  |  |  |  |  |  |
|  |                                 |  |  |  |  |  |  |  |  |  |  |  |  |  |  |  |
|  |                                 |  |  |  |  |  |  |  |  |  |  |  |  |  |  |  |
|  | 26. Вратислав II, војвода Чешке |  |  |  |  |  |  |  |  |  |  |  |  |  |  |  |
|  |                                 |  |  |  |  |  |  |  |  |  |  |  |  |  |  |  |
|  |                                 |  |  |  |  |  |  |  |  |  |  |  |  |  |  |  |
|  | 13. Јудита од Чешке             |  |  |  |  |  |  |  |  |  |  |  |  |  |  |  |
|  |                                 |  |  |  |  |  |  |  |  |  |  |  |  |  |  |  |
|  |                                 |  |  |  |  |  |  |  |  |  |  |  |  |  |  |  |
|  | 27. Аделаида од Угарске         |  |  |  |  |  |  |  |  |  |  |  |  |  |  |  |
|  |                                 |  |  |  |  |  |  |  |  |  |  |  |  |  |  |  |
|  |                                 |  |  |  |  |  |  |  |  |  |  |  |  |  |  |  |
|  | 3. Агнес од Пољске              |  |  |  |  |  |  |  |  |  |  |  |  |  |  |  |
|  |                                 |  |  |  |  |  |  |  |  |  |  |  |  |  |  |  |
|  |                                 |  |  |  |  |  |  |  |  |  |  |  |  |  |  |  |
|  | 28. Count Poppo of Berg         |  |  |  |  |  |  |  |  |  |  |  |  |  |  |  |
|  |                                 |  |  |  |  |  |  |  |  |  |  |  |  |  |  |  |
|  |                                 |  |  |  |  |  |  |  |  |  |  |  |  |  |  |  |
|  | 14. Хајнрих, гроф од Берга      |  |  |  |  |  |  |  |  |  |  |  |  |  |  |  |
|  |                                 |  |  |  |  |  |  |  |  |  |  |  |  |  |  |  |
|  |                                 |  |  |  |  |  |  |  |  |  |  |  |  |  |  |  |
|  | 29. Sophia                      |  |  |  |  |  |  |  |  |  |  |  |  |  |  |  |
|  |                                 |  |  |  |  |  |  |  |  |  |  |  |  |  |  |  |
|  |                                 |  |  |  |  |  |  |  |  |  |  |  |  |  |  |  |
|  | 7. Саломеја од Берга            |  |  |  |  |  |  |  |  |  |  |  |  |  |  |  |
|  |                                 |  |  |  |  |  |  |  |  |  |  |  |  |  |  |  |
|  |                                 |  |  |  |  |  |  |  |  |  |  |  |  |  |  |  |
|  | 30. (?) Diepold von Cham        |  |  |  |  |  |  |  |  |  |  |  |  |  |  |  |
|  |                                 |  |  |  |  |  |  |  |  |  |  |  |  |  |  |  |
|  |                                 |  |  |  |  |  |  |  |  |  |  |  |  |  |  |  |
|  | 15. Adelheid von Mochental      |  |  |  |  |  |  |  |  |  |  |  |  |  |  |  |
|  |                                 |  |  |  |  |  |  |  |  |  |  |  |  |  |  |  |
|  |                                 |  |  |  |  |  |  |  |  |  |  |  |  |  |  |  |
|  | 31. Liutgarde von Zähringen     |  |  |  |  |  |  |  |  |  |  |  |  |  |  |  |
|  |                                 |  |  |  |  |  |  |  |  |  |  |  |  |  |  |  |
|  |                                 |  |  |  |  |  |  |  |  |  |  |  |  |  |  |  |